# Yves Daoust

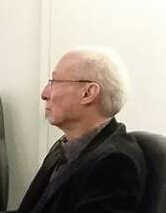
Yves Daoust

Yves Daoust (* 10. April 1946 in Longueuil/Québec) ist ein kanadischer Komponist.

## Biografie
Daoust erhielt ab dem siebenten Lebensjahr eine Klavierausbildung. Im Alter von sechzehn Jahren komponierte er eine Filmmusik für präpariertes Klavier, und neunzehnjährig vollendete er seine erste elektroakustische Komposition. Von 1966 bis 1971 studierte er am Conservatoire de musique du Québec Klavier bei Irving Heller und Komposition bei Gilles Tremblay, danach elektroakustische Komposition bei Alain Savouret, Gilbert Amy und der Groupe de musique expérimentale de Bourges in Frankreich.
Bereits während seines Studiums in Québec schrieb er gemeinsam mit Maurice Blackburn und Norman McLaren Filmmusiken für den National Film Board (NFB). Nach seiner Rückkehr aus Frankreich arbeitete er von 1976 bis 1979 in den Tonstudios des NFB. Seit 1978 unterrichtete er am Konservatorium Solfège und Musikanalyse, von 1980 bis 2011 als Professor. Anfang der 1980er Jahre initiierte er hier das Ausbildungsprogramm für elektroakustische Komposition.
Daoust ist ein Pionier der elektroakustischen Musik in Québec und einer der produktivsten Komponisten auf diesem Gebiet. Beim internationalen Wettbewerb der Groupe de musique expérimentale de Bourges erhielt er 1980 den Ersten und den Großen Preis, 1994 den Preis Euphonie d’Or. Daoust arbeitet mit namhaften Instrumentalisten zusammen wie den Pianisten Anne Barteletti und Manuel Schweizer, der Flötistin Lise Daoust, der Keyboarderin Anne Gaudemer, dem Hornisten Louis-Philippe Marsolais und der Cembalistin Catherine Perrin. Mit Denis Gougeon schrieb er zwei Bühnenwerke für das L’Arsenal de musique.
2009 wurde Daoust für sein Lebenswerk mit dem Prix Serge-Garant ausgezeichnet.

## Werke
- Trois fois quatre, 1971
- Tout le monde est d’bonne humeur für Tonband, 1978
- Quatuor für Tonband, 1979
- Valse für Instrumentalensemble und Tonband, 1980
- En hommage à Maurice Blackburn, Komposition für den Rundfunk, 1982, 1995
- Petite musique sentimentale für Klavier und Tonband, 1984
- Carnaval für Schauspielergruppe und Tonband, 1984
- Le Monde merveilleux de la musique für Klarinette, Saxophon, Schlagzeug und Tonband, 1985
- Adagio für Flöte und Tonband, 1986
- Fantaisie, Komposition für den Rundfunk, 1986
- Il était une fois… (conte sans paroles), 1986
- Il était un fois für Tonband, 1987
- Variations sur un air d’accordéon für Tonband, Schauspieler und Akkordeon, 1988
- Ouverture für Tonband, 1989
- Suite baroque für Tonband, 1989
- L’Entrevue für Akkordeon und Tonband, 1991
- Water Music für Tonband, 1991
- Montréal sacré, 1992
- Résonances für Tonband, 1992
- Impromptu für Tonband, 1994
- Impromptu für Klavier, Synthesizer, Sampler und Tonband, 1995
- Bruits für Tonband, 1997–2001
- Planète Baobab für Orchester und Live-Elektronik (mit D.Gougeon), 1999
- Objets trouvés, 2002
- Le temps fixé, 2004
- Alice für Orchester und Live-Elektronik (mit D.Gougeon), 2004
- About Time, 2005